# Кереку, Матьё
Матьё Кереку (фр. Mathieu Kérékou; 2 сентября 1933, Куарфа, Французская Дагомея — 14 октября 2015, Котону, Бенин) — бенинский военный и государственный деятель, дважды занимал пост президента страны, бригадный генерал.

## Биография

### Ранние годы
Родился на северо-западе страны, по национальности сомба. Получил военное образование в Мали и Сенегале.
В 1960—1961 годах служил во французской армии.
В 1961—1963 годах — адъютант президента страны Юбера Маги. В 1967 году участвовал в военном перевороте, когда к власти пришёл его двоюродный брат Морис Куандете и стал 1-м заместителем, затем председателем Военно-революционного Совета.
В 1968—1970 годах учился в военном училище во Франции. По возвращении на родину получил звание майора, пост заместителя начальника генерального штаба и начальника парашютной части в г. Уида.

### Первое президентство
26 октября 1972 года, находясь в чине подполковника, вместе с тремя другими подполковниками (Аикпе, Ассогба и Алладайе) осуществил военный переворот, который был провозглашён революцией. Стал президентом, премьер-министром и министром обороны страны.
Первоначально занимал националистические позиции, но в 1974 году заявил о принятии марксизма-ленинизма, переименовал Дагомею в Народную республику Бенин, в ноябре 1975 года образовал правящую Партию народной революции (Народно-революционную партию) (на учредительном съезде в 1976 году был избран Председателем её ЦК), национализировал банки и ключевые отрасли промышленности, в том числе нефтяную.
В 1975 году, застав свою жену за прелюбодеянием с министром внутренних дел, приказал расстрелять того на месте.
В 1977 году под его руководством была принята новая конституция страны, провозгласившая целью развития страны построение нового общества на основе принципов научного социализма. Такая идеология помогла ему пресечь национальную и этническую раздробленность в стране, прекратить политическую нестабильность (страна пережила 6 переворотов за 12 лет независимости).

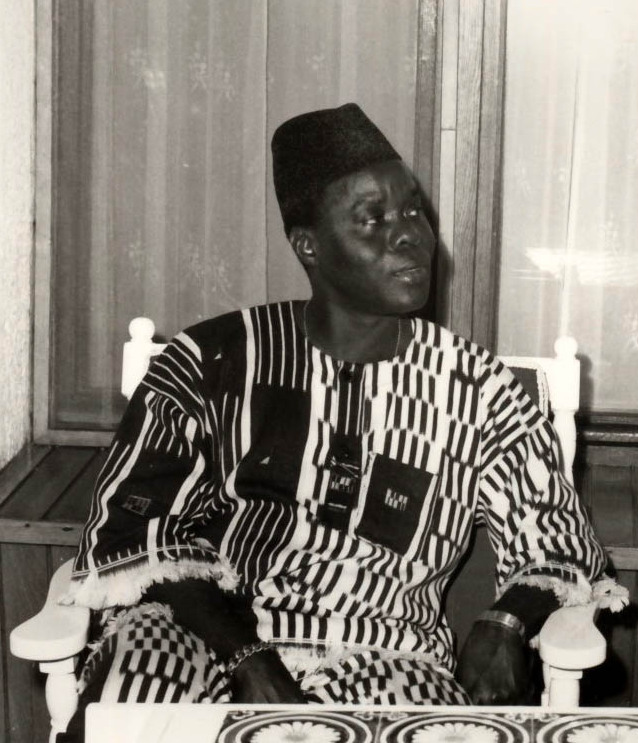
Матьё Кереку в 1976 году.

В 1977 году успешно подавил попытку переворота, предпринятую группой наёмников под руководством Боба Денара, и ещё 2 попытки в 1988 году.
В 1977—1983 годах одновременно начальник Генерального штаба и командующий народной милицией.
В 1980 и 1984 годах избирался президентом страны. В 1987 году уволился из армии в звании бригадного генерала.
В 1980 году Кереку, изначально крещённый как римо-католик, в ходе визита к Муаммару Каддафи в Ливию принял ислам и сменил своё имя на Ахмед, но позднее вернулся к христианству как «рожденный свыше» протестант.
В декабре 1989 года отказался от марксистско-ленинской идеологии, восстановил многопартийную систему и осуществил переход страны к демократии и рыночной экономике, основой чего была принятая в 1990 году на референдуме конституция.
В марте 1991 года проиграл президентские выборы (набрал в 1-м туре 27,19 %, во 2-м туре всего 32,27 % голосов) своему давнему принципиальному противнику Нисефору Согло, с 1990 года занимавшему пост премьер-министра в коалиционном правительстве, и стал первым главой государства в Африке, добровольно сложившим полномочия после поражения на выборах.

### Второе президентство
В 1996 году на очередных свободных президентских выборах с небольшим перевесом он победил (в 1-м туре 33,94 %, во 2-м — 52,49 % голосов) Согло, потерявшего популярность из-за слишком интенсивных рыночных реформ и склонностей к диктаторству; а в 2001 году был переизбран (в 1-м туре 45,42 %, во втором 83,64 % голосов). Вторично находясь на посту президента, Кереку продолжал политику умеренных либеральных экономических реформ.
Находясь в 1999 году с официальным визитом в США, ошеломил негритянское население, когда в церкви в Балтиморе упал на колени и просил прощения за «позорную» и «отвратительную» роль, которую сами африканцы, а именно дагомейцы, играли в работорговле.
Во внешней политике стремился к активному участию Бенина в миротворческих операциях на территории Африки, выступал в качестве посредника в конфликтах в Кот-д'Ивуаре, Того, Нигере, Буркина-Фасо.
Второй срок Кереку (переизбран в 2001 году) характеризовался укреплением его личной власти. Этому способствовал ряд причин: отсутствие единства среди оппозиции, слабость политических партий, отсутствие демократической культуры, а также кадровая политика — через своих людей Кереку, очевидно, контролировал избирательную комиссию.
Правительство Кереку приложило усилия для повышения конкурентоспособности производства хлопка. К заслугам можно также отнести развитие инфраструктуры страны — строительство дорог и реорганизацию порта Котону. В целом, темпы экономического развития при Кереку были неплохие — рост ВВП составлял около 5 %.
В преддверии окончания второго президентского срока попытался сохранить власть. Ему удалось обеспечить для себя возможность переизбрания на третий срок и провести соответствующей закон через подконтрольный парламент, однако Конституционный Суд не позволил ему вступить в силу. Таким образом, законных способов для переизбрания Кереку не получил. В 2006 году ушел в отставку, передав власть избранному президенту Бони. Произнёс историческую фразу: «Если вы не оставляете власть, то власть оставит вас».
После отставки с поста президента ушёл из политики и жил частной жизнью. После его смерти 14 октября 2015 года в стране был объявлен недельный траур.